# Frank Belote
Frank Vern Belote (ur. 8 października 1883 w Burr Oak, zm. 12 października 1928 w Detroit) – amerykański lekkoatleta specjalizujący się w biegach sprinterskich i skoku wzwyż, olimpijczyk.
Uczestniczył w rywalizacji na V Igrzyskach olimpijskich rozgrywanych w Sztokholmie w 1912 roku. Startował tam w trzech konkurencjach lekkoatletycznych. W biegu na 100 metrów dotarł do finału, gdzie z czasem 11,0 sek. zajął piąte miejsce. W skoku wzwyż z miejsca osiągnął wysokość 1,45 m i odpadł w rundzie eliminacyjnej. Belote był także członkiem amerykańskiej sztafety 4 × 100 metrów, która została z dyskwalifikowana w półfinale za przekroczenie strefy zmian.